# C. Warhanek

Der Gründer Carl Warhanek (1829–1900)

Das Unternehmen C. Warhanek war ein traditionelles Lebensmittelunternehmen, das Marinaden und Räucherfische produzierte. Gegründet wurde es 1858 vom österreichisch-tschechischen Unternehmer Carl Warhanek (1829–1900), der es durch seinen Geschäftssinn und innovativen Ideen zum k.u.k. Hoflieferanten brachte. Der Hauptsitz war an der Troststraße 73–75 im 10. Wiener Gemeindebezirk Favoriten.

## Geschichte
Nach dem Tod des kinderlosen Carl Warhanek erbte sein Neffe Hugo Anbelang das Unternehmen. Dessen Tochter Clara ehelichte den späteren Seniorchef des Unternehmens, Stephan Gunkel.
Der Erste Weltkrieg und der Zusammenbruch der Monarchie brachten dem Unternehmen Schwierigkeiten, 17 Fabriken in den ehemaligen Kronländern gingen verloren. Im Zweiten Weltkrieg gingen weitere vier Auslandsfabriken verloren, die Stammfabrik in Wien wurde durch acht Bomben zerstört. Während des Zweiten Weltkriegs profitierte das Unternehmen von Zwangsarbeit. Im Jahr 2000 stellten zwei ehemalige polnische Zwangsarbeiterinnen Anträge auf Entschädigung, 2001 wurde ihnen Recht gegeben.
1953 konnte der Anspruch einer ehemals „arisierten“ Fabrik gegenüber der Firma Enenkel, Traun, abgekauft und erlangt werden. Auf diese Weise kam Warhanek zu einer modernen Gärungsessigfabrik mit Großraumbildner.
Nach 1945 blieb die Unternehmenszentrale an der Prinz-Eugen-Straße, der Fischverarbeitungsbetrieb in der Troststraße. 1949 wurde in St. Martin/Traun bei Linz ein weiterer Betrieb eröffnet, 1960 in Villach. In beiden Fällen wurde der Standort nach der Verfügbarkeit von Arbeiterinnen ausgesucht. In St. Martin befand sich ein Flüchtlingslager für vertriebene Donauschwäbinnen, Villach lag in der Nähe zu Jugoslawien. Das Unternehmen beschäftigte im Laufe der Jahrzehnte immer mehr Gastarbeiterinnen aus Osteuropa.
Ab 1979 leitete der Sohn des Seniorchefs, Dr. Gottfried Gunkel, als Hauptgesellschafter das Unternehmen. Mitte der 1980er Jahre erfolgte die Einstellung der Fischverarbeitungsproduktion in Villach, gefolgt von Linz 1989 und Wien 1993. Der wachsenden Konkurrenz und den Monopolisierungstendenzen der Industrie in Österreich und Europa konnte das Unternehmen wenig entgegensetzen und musste in Folge umstrukturieren und rationalisieren. Die Produktionsstätten wurden nach dem Fall des Eisernen Vorhangs Anfang der 1990er Jahre nach Ost- und Südosteuropa ausgelagert.
Das ehemalige Unternehmen C. Warhanek gehörte vermutlich ab 2006 der zur Mautner Markhof AG (MMAG) gehörenden Gruppe der MatMar SE als eigenständige Marke. Im Jahr 2008 kaufte Hans Peter Spak die MatMar SE, die er seinerseits an die MMAG verkaufte, mit allen darin befindlichen Marken um einen symbolischen Euro zurück und brachte sie in seine HPS Holding ein. Anfang 2009 wurde die MatMar Austria GmbH insolvent, die MatMar SE blieb jedoch als Holding ebenso erhalten wie die darin befindlichen Marken, darunter auch die Marke C. Warhanek. Produziert wurde in Gallbrunn am Standort der früheren OZEAN Fisch- und Feinkosterzeugung GmbH (ein ebenfalls alteingesessenes Fischerzeugungsunternehmen mit der Marke Ozean) unter dem neuen Firmennamen Fisch- & Feinkost Produktions Ges.m.b.H. Diese Gesellschaft wurde im April 2011 aufgelöst.
Die Produkte, Räucherfisch und Marinaden, werden nach der althergebrachten Rezeptur weiter in Handarbeit erzeugt. Die Räucherfische werden in einer speziellen Buchenholzmischung geräuchert. Die Marinaden sind Gabelroller und Teufelsroller bis zu Russen. Aktuell (Juni 2011) werden die Marinaden der Marke C. Warhanek in Tschechien hergestellt (Delimax, a.s., Hodonín - CZ62870058) und für die Interfood GmbH (Hall in Tirol) abgepackt.
Das Wien Museum am Karlsplatz veranstaltete im Frühjahr 2004 die Ausstellung „Gastarbajteri – 40 Jahre Arbeitsmigration“, die unter anderen das Unternehmen C. Warhanek dokumentierte.